# Sisamnes

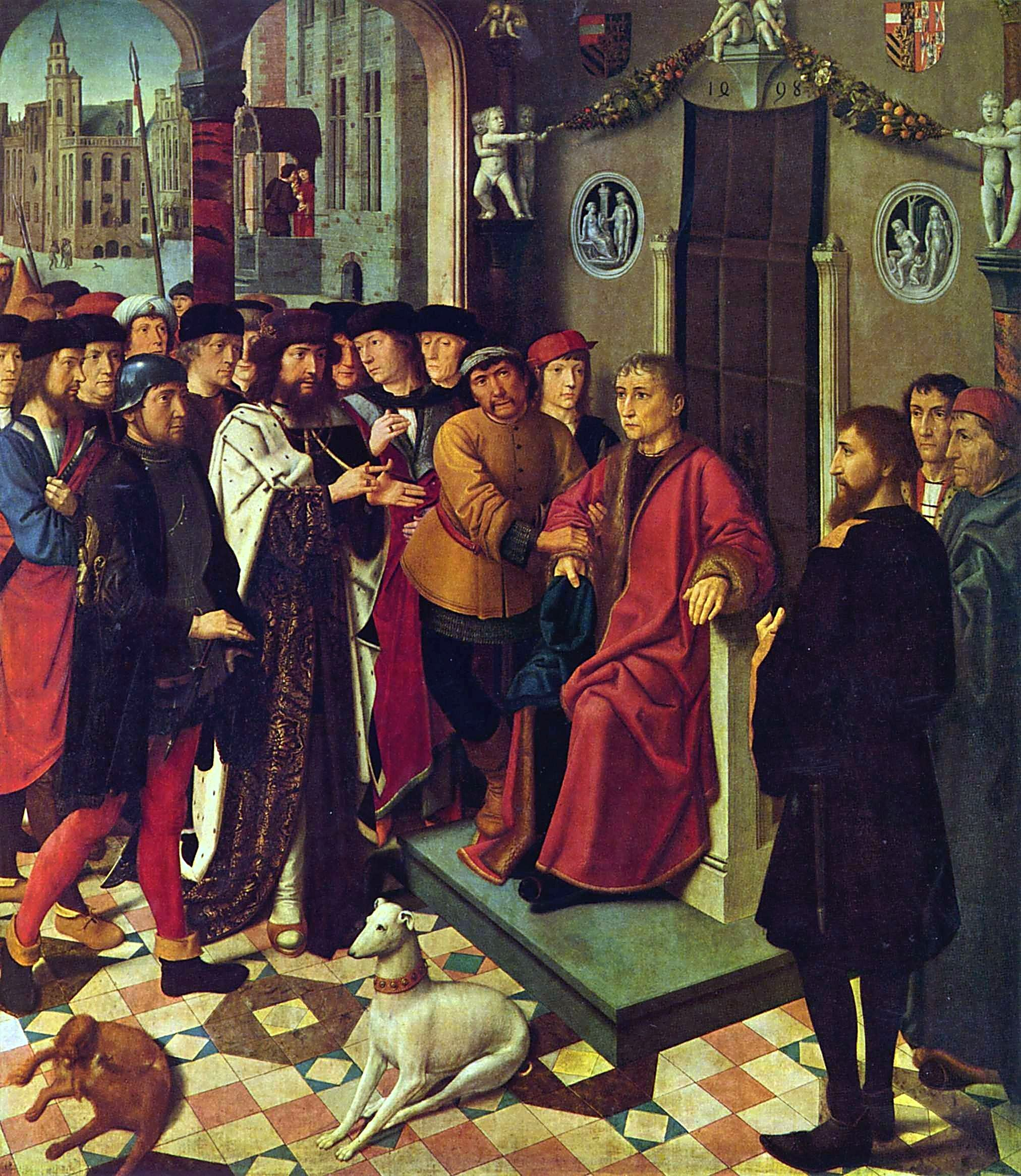
El Juicio de Cambises, de Gérard David.

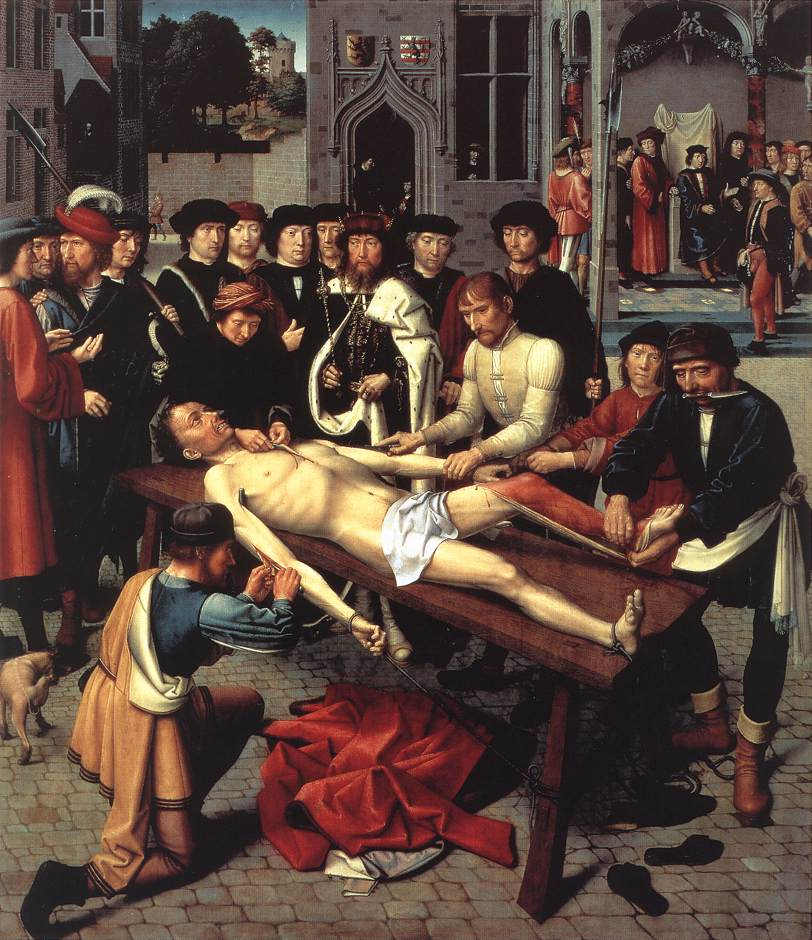
El despellejamiento de Sisamnes, de Gérard David.

Según Heródoto, Sisamnes fue un juez real, corrupto, de la época del reinado de Cambises II de Persia. Aceptó un soborno en un juicio y dictó una sentencia injusta. Como consecuencia el rey le mandó detener por prevaricador y ordenó que se le despellejara vivo. Su piel se usó para tapizar el asiento en el que había presidido los juicios, y en el que debía sentarse su hijo, Ótanes, al que Sisamnes eligió para reemplazarle. Debía recordar a Ótanes el origen del cuero para que lo tuviera en cuenta en sus audiencias, deliberaciones y sentencias.
Sisamnes fue el tema de dos pinturas de Gérard David, El Juicio de Cambises y El despellejamiento de Sisamnes, ambas de 1498. En conjunto forman el díptico de Cambises.